# Vladivostok
Vladivostók (in russo Владивосто́к? ) è una città della Russia (597.240 abitanti), situata nell'Estremo Oriente russo, capoluogo del territorio del Litorale, in prossimità del confine con Cina e Corea del Nord. È un importante nodo per i trasporti: possiede il più grande porto russo sull'Oceano Pacifico, sede della Flotta del Pacifico, e vi termina la Transiberiana. Dal 2019 è capoluogo del circondario federale dell'Estremo Oriente in sostituzione di Chabarovsk.

## Geografia fisica

### Territorio
Situata nell'estremo est della Russia, sulla costa del Mar del Giappone, è vicina al confine con la Cina e con la Corea del Nord. È posta nell'estremità meridionale della penisola di Murav'ëv-Amurskij (полуостров Муравьева-Амурского), lunga circa 30 km e larga circa 12 km. La città si affaccia sul golfo di Pietro il Grande, all'interno della baia Zolotoy Rog.
Il punto più alto è il monte Cholodil'nik (гора Холодильник),  257 m. Il monte del Nido dell'Aquila (сопка Орлиное гнездо) è comunemente ritenuto il più elevato della città, sebbene, con i suoi 199 m (214 m secondo altre fonti) lo sia per la parte meridionale, ma non per tutta Vladivostok.
La linea ferroviaria che collega la città a Mosca è lunga 9.302 km. La distanza in linea d'aria da Mosca è di 6.430 km, quella da Bangkok di 5.600 km, quella da San Francisco di 8.400 km, quella da Seul di 750 km, quella da Tokyo di 1.050 km, quella da Pechino di 1.331 km.

#### Flora
La città, essendo situata nella fascia meridionale della foresta di conifere miste, comprende più di 1000 tipi di tracheobionte: l'ecosistema mediterraneo rappresenta il 3% della vegetazione totale, gli arbusti rappresentano il 70%, la taiga il 13% e le piante alpine sono l'1%.
Le piante più diffuse sul territorio sono la Fraxinus mandshurica, la Ulmus davidiana, la betulla, la Fraxinus rhynchophylla, la Robinia pseudoacacia, la Physocarpus opulifolius. In alcune parti della città si sono conservati gli antichi boschi di Abies holophylla. Nella periferia si possono incontrare piante di pinolo, nocciolo, bacche, Filicopsida, aglio orsino e di pianta medicinale.
Vladivostok vanta alcune piante che sono state inserite nel libro rosso russo e in quello del territorio del Litorale, tra di loro ci sono la Kalopanax septemlobus, la Pyrus ussuriensis, la Prunus mandshurica.

#### Fauna
La città dell'estremo oriente ha una ricca fauna: tra i volatili ricordiamo più di 50 specie; tra queste, alcune tra le più importanti sono la columba, i pasridsei, i larus, i Apodidae, la gazza, la motacilla, il parus. Tra i mammiferi le specie più diffuse vi sono i Erinaceus amurensis, le Mogera robusta, diverse sottospecie di sorex, i pipistrelli, i lepus mandschuricus, i Pteromyini, le Sciurus vulgaris, i Tamias sibiricus, i rattus, le Ondatra zibethicus, i Nyctereutes procyonoides, la volpe, il tasso, la Mustela nivalis, la mustela sibirica.

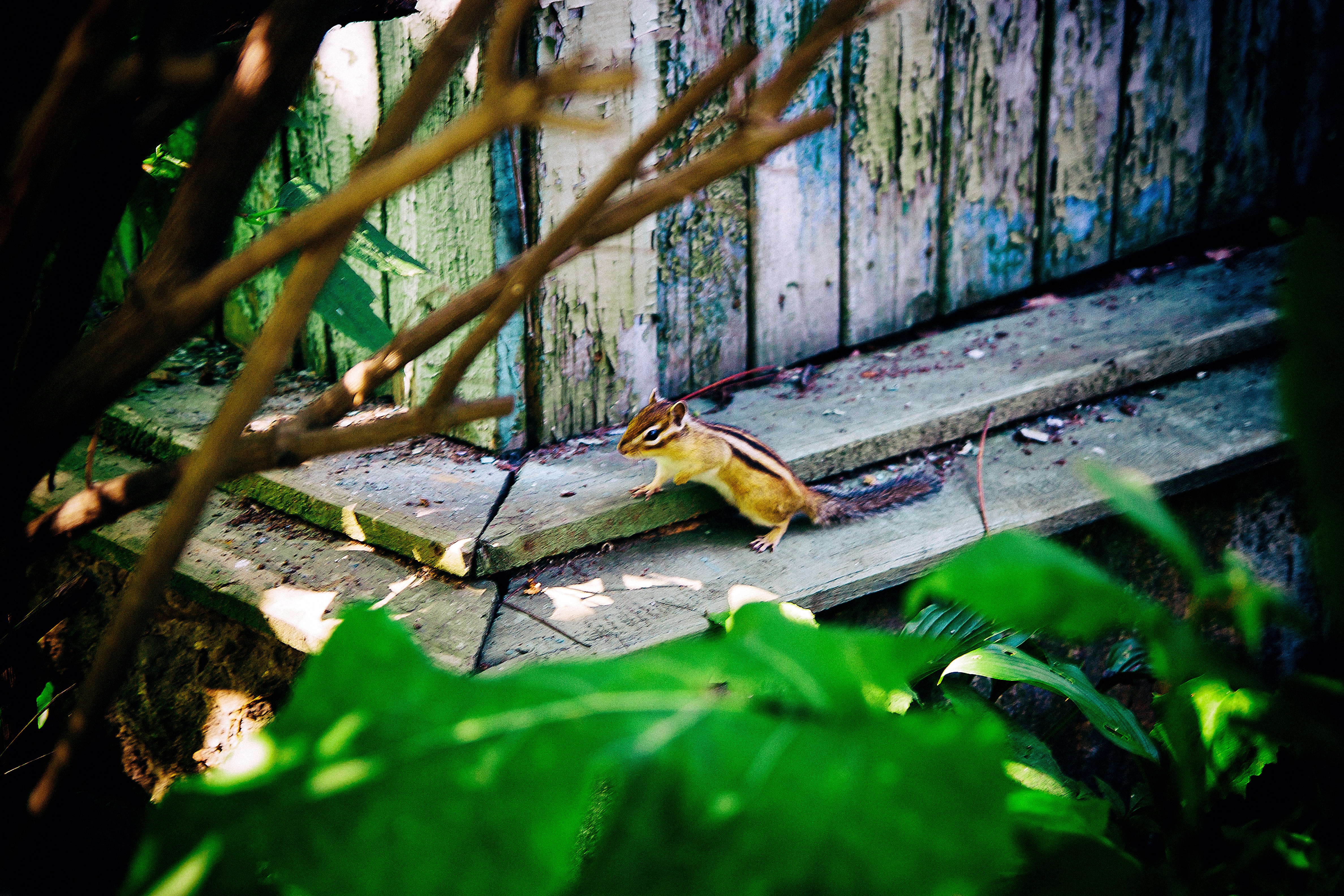
Tamia siberiano nell'orto botanico della città

Le acque in prossimità della città sono ricche di animali acquatici, tra questi ci sono la clupea, la Osmerus mordax, la Eleginus gracilis, i Pleuronectiformes, le Hexagrammidae, le Scardinius erythrophthalmus, le Liza haematocheilus, le vongole, il Trepang, le Pectinidae, il calamaro e il granchio.

### Clima
Sebbene Vladivostok si trovi alla stessa latitudine di Perugia, ha un clima continentale, per cui l'inverno può risultare molto rigido a causa della fredda corrente marina di Oyashio. In estate, invece, grazie alla vicinanza della zona monsonica, il clima è piovoso.
- Temperatura media annuale: 4,3 °C
- Temperatura media del mese più freddo (gennaio): -13,7 °C (minima media -17 °C, massima media -9 °C)
- Temperatura media del mese più caldo (agosto): 20,2 °C (minima media 16 °C, massima media 24 °C)
- Precipitazioni medie annuali: 749,4 mm.

| Vladivostok (1991-2020) Fonte: | Mesi         | Mesi         | Mesi         | Mesi        | Mesi        | Mesi        | Mesi        | Mesi        | Mesi        | Mesi        | Mesi         | Mesi         | Stagioni | Stagioni | Stagioni | Stagioni | Anno  |
| Vladivostok (1991-2020) Fonte: | Gen          | Feb          | Mar          | Apr         | Mag         | Giu         | Lug         | Ago         | Set         | Ott         | Nov          | Dic          | Inv      | Pri      | Est      | Aut      | Anno  |
| ------------------------------ | ------------ | ------------ | ------------ | ----------- | ----------- | ----------- | ----------- | ----------- | ----------- | ----------- | ------------ | ------------ | -------- | -------- | -------- | -------- | ----- |
| T. max. media (°C)             | −7,8         | −3,8         | 2,7          | 10,1        | 14,9        | 17,9        | 21,6        | 23,3        | 20,1        | 13,2        | 3,3          | −5,4         | −5,7     | 9,2      | 20,9     | 12,2     | 9,2   |
| T. media (°C)                  | −11,9        | −8,1         | −1,5         | 5,3         | 10,0        | 13,8        | 18,1        | 20,0        | 16,3        | 9,2         | −0,7         | −9,2         | −9,7     | 4,6      | 17,3     | 8,3      | 5,1   |
| T. min. media (°C)             | −15,0        | −11,3        | −4,5         | 2,1         | 7,0         | 11,3        | 16,1        | 17,9        | 13,5        | 6,2         | −3,5         | −12,0        | −12,8    | 1,5      | 15,1     | 5,4      | 2,3   |
| T. max. assoluta (°C)          | 5,0 (1949)   | 9,9 (1953)   | 19,4 (2015)  | 27,7 (2015) | 29,5 (1951) | 31,8 (1946) | 33,6 (1939) | 32,6 (1988) | 30,0 (1994) | 23,4 (1940) | 17,5 (1919)  | 9,4 (1958)   | 9,9      | 29,5     | 33,6     | 30,0     | 33,6  |
| T. min. assoluta (°C)          | −31,4 (1931) | −28,9 (1920) | −21,3 (1971) | −7,8 (1955) | −0,8 (1945) | 3,7 (1945)  | 8,7 (1986)  | 10,1 (1972) | 1,3 (2014)  | −9,7 (1982) | −20,0 (1947) | −28,1 (1937) | −31,4    | −21,3    | 3,7      | −20,0    | −31,4 |
| Nuvolosità (okta al giorno)    | 2,7          | 3,3          | 4,2          | 5,5         | 6,2         | 7,0         | 7,7         | 6,8         | 5,3         | 4,4         | 3,7          | 3,2          | 3,1      | 5,3      | 7,2      | 4,5      | 5,0   |
| Precipitazioni (mm)            | 12           | 16           | 27           | 43          | 97          | 105         | 159         | 176         | 103         | 67          | 36           | 19           | 47       | 167      | 440      | 206      | 860   |
| Giorni di pioggia              | 0,3          | 0,3          | 4,0          | 13,0        | 20,0        | 22,0        | 22,0        | 19,0        | 14,0        | 12,0        | 5,0          | 1,0          | 1,6      | 37,0     | 63,0     | 31,0     | 132,6 |
| Nevicate (cm)                  | 5            | 4            | 3            | 0           | 0           | 0           | 0           | 0           | 0           | 0           | 1            | 3            | 12       | 3        | 0        | 1        | 16    |
| Giorni di neve                 | 7            | 8            | 11           | 4           | 0,3         | 0,0         | 0,0         | 0,0         | 0,0         | 1,0         | 7,0          | 9,0          | 24,0     | 15,3     | 0,0      | 8,0      | 47,3  |
| Giorni di nebbia               | 1            | 2            | 6            | 10          | 15          | 21          | 22          | 15          | 5           | 4           | 3            | 2            | 5        | 31       | 58       | 12       | 106   |
| Umidità relativa media (%)     | 58           | 57           | 60           | 67          | 76          | 87          | 92          | 87          | 77          | 65          | 60           | 60           | 58,3     | 67,7     | 88,7     | 67,3     | 70,5  |
| Vento (direzione-m/s)          | N 6,5        | N 6,1        | N 6,0        | S 6,3       | S 6,0       | S 5,8       | S 5,6       | S 5,6       | N 5,4       | N 6,3       | N 6,5        | N 6,3        | 6,3      | 6,1      | 5,7      | 6,1      | 6,0   |

## Origini del nome
Il nome significa grossomodo «dominatrice dell'Oriente», un toponimo simile a Vladikavkaz, ovvero «dominatrice del Caucaso». In cinese la città è conosciuta come 海參崴 (Hǎishēnwǎi o Hǎishēnwēi), ovverosia «le scogliere dell'oloturia».

## Storia

### Fondazione

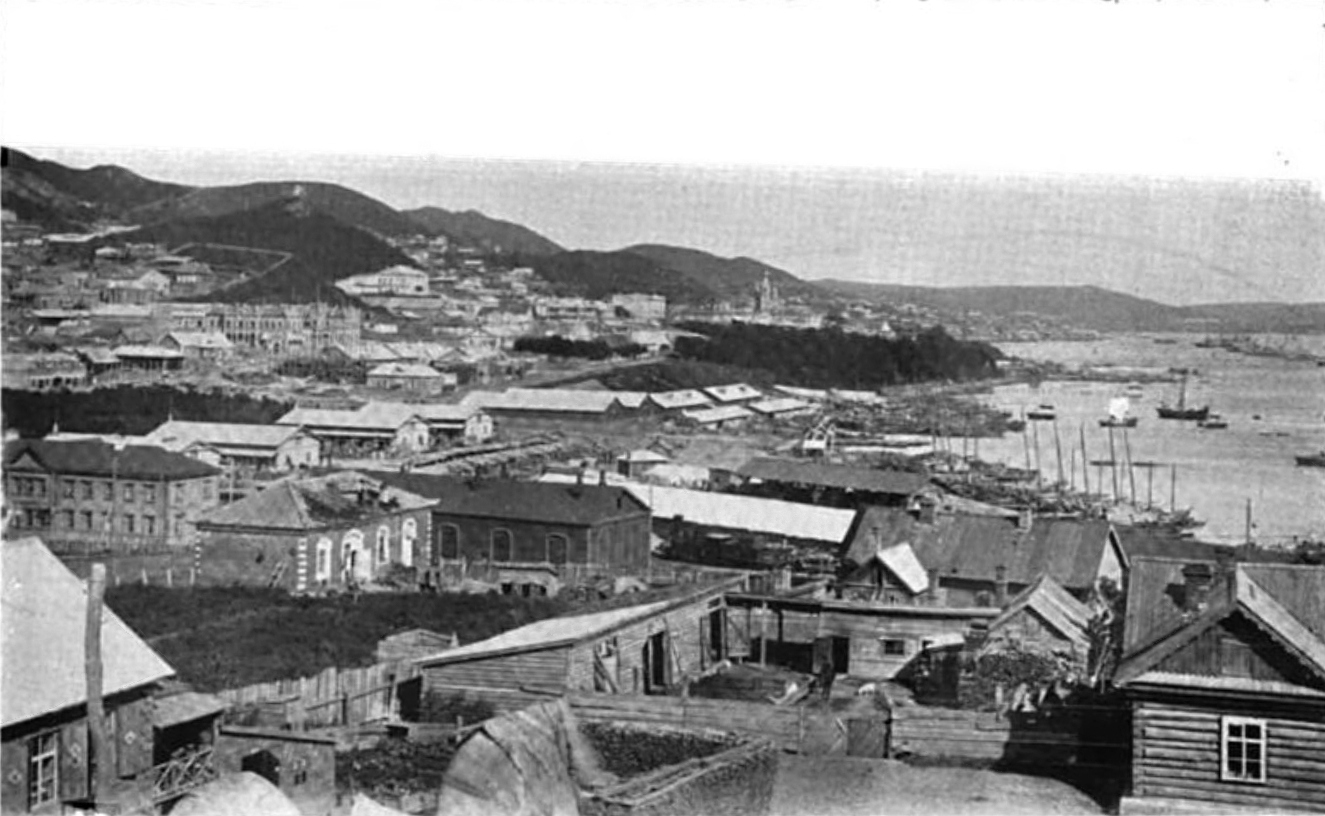
Vladivostok nel 1898.

Vladivostok venne fondata nel 1859 dal conte Nikolaj Murav'ëv-Amurskij; i russi, compresa subito l'importanza strategica dell'insediamento, fortificarono la città. Nel 1871 venne aperta la linea telegrafica che la univa con Shanghai e Nagasaki. Nello stesso anno venne aperto il porto e vi fu trasferito il quartier generale della Flotta del Pacifico, precedentemente posto a Nikolaevsk-na-Amure. Nove anni dopo le venne garantito lo status di città, mentre nel 1883 venne adottato come stemma cittadino la tigre siberiana.

### XIX secolo
Il 31 ottobre 1861 a Vladivostok arrivò il primo colonizzatore civile, il mercante Jacov Semenov. Il 15 marzo 1862 fu firmato l'acquisto del territorio, mentre nel 1870 l'uomo divenne il primo sindaco della nuova città. Nello stesso periodo una commissione del Governo decise che Vladivostok dovesse essere un importante polo portuale dell'Estremo Oriente.
Nel 1871 vennero spostati a Vladivostok da Nikolaevsk-na-Amure il quartier generale della Flotta Siberiana della Marina russa, il Comando militare ed altri Enti navali. Nel 1880 Vladivostok ottenne lo status di città, e negli anni '90 del XIX secolo avvenne il boom demografico ed economico della città. I fattori che determinarono tale progresso furono il completamento della costruzione della ferrovia Transiberiana e della ferrovia cinese orientale. I dati del primo censimento avvenuto nell'Impero russo il 9 febbraio 1897 attestano che in quel momento nella città risiedevano 28 993 persone, mentre dieci anni dopo la popolazione cittadina era triplicata. Lo sviluppo del commercio internazionale e la forte attività commerciale russa in Corea, Cina e Giappone, portarono alla necessità dell'insediamento nella città di numerosi interpreti. Con il provvedimento del 9 luglio 1899 da parte del Consiglio di Stato dell'Impero russo fu creata a Vladivostok l'Università d'Oriente.

### XX secolo
I primi dieci anni del XX secolo furono segnati da una crisi dovuta all'instabilità politica del Paese; la concentrazione dei fondi governativi verso altre regioni del Paese, la ribellione dei boxer del 1900-1901, la guerra russo-giapponese del 1904-1905 e la Rivoluzione d'ottobre del 1917 furono le principali cause di tale situazione economica e sociale nella città.
Con lo scoppio della Rivoluzione russa divenne uno dei centri principali della neonata Repubblica dell'Estremo Oriente e, una volta caduta questa, del governo provvisorio del Priamur'e. In seguito all'intervento in Siberia delle truppe alleate, la città venne occupata da truppe canadesi, cecoslovacche, statunitensi, giapponesi ed anche italiane. Con la presa di Vladivostok da parte dell'Armata Rossa, la guerra civile russa si poté dire conclusa.

### Epoca sovietica
Al momento dell'instaurazione del governo bolscevico, la città di Vladivostok era in declino, visto che uscendo dalla città, le truppe nipponiche avevano depredato la maggior parte dei beni materiali. La vita si paralizzò: nelle banche erano assenti le ricchezze monetarie che nel XIX secolo avevano portato la città a un periodo di splendore, l'attrezzatura delle industrie era scomparsa, rivenduta dagli operai. A causa dell'emigrazione e della repressione dei cittadini la popolazione calò vertiginosamente a 106.000 cittadini. Nel 1923 il Governo attuò un piano finalizzato alla ripresa portuale, che nel 1925 divenne il settore più redditizio dell'economia del paese sovietico.

#### Seconda guerra mondiale
Vladivostok non fu teatro di guerra durante il secondo conflitto mondiale. Tuttavia, durante gli anni di guerra l'allerta fu sempre massima a causa della preoccupazione di un possibile attacco giapponese. La città fu la prima a partecipare al «Fondo della Difesa», consistente nella donazione di oggetti di valore dei cittadini al Governo per l'acquisto di materiale militare.

#### Dopo la seconda guerra mondiale
Il Consiglio dei ministri dell'URSS mise in discussione un possibile impedimento per gli stranieri a entrare nella città; infatti dopo la seconda guerra mondiale Vladivostok si confermò importante porto della Marina militare sovietica. Oltre all'impossibilità per gli stranieri di solcare il territorio della città dell'Estremo Oriente, fu messa in discussione la chiusura delle ambasciate straniere. Il porto commerciale sarebbe stato spostato a Ussurijsk. Il provvedimento fu attuato il primo gennaio 1952.
Durante gli anni del «disgelo», il Governo rivolse in modo particolare l'attenzione a Vladivostok. La prima visita dell'allora segretario del PCUS Chruščёv avvenne nel 1954.
In quegli anni le infrastrutture cittadine si trovavano in uno stato pessimo. Nel 1959 il leader dell'URSS visitò per la seconda volta la città costiera, questa volta con il compito di parlare con i rappresentanti della città del miglioramento economico e sociale della località. Infatti, il 18 gennaio 1960 venne approvato l'emendamento «Per la realizzazione del miglioramento della città di Vladivostok». Negli anni '60 viene costruita la linea della filovia e la città diventa un enorme cantiere: nelle zone circostanti la città vennero costruiti nuovi distretti, il centro fu rimodernato.
Nel 1974 Gerald Ford e Leonid Il'ič Brežnev vi firmarono gli accordi SALT.
Il 20 settembre 1991 il presidente dell'RSFSR Boris Elc'in firmò il provvedimento che eliminava il divieto di visita della città da parte di stranieri.

### Periodo contemporaneo
Dopo lo scioglimento dell'URSS l'economia cittadina si trasformò da fiorente in quasi inesistente. Furono chiusi gli stabilimenti di produzione militare, provocando un altissimo numero di disoccupati. Negli anni '90 Vladivostok era il centro del lavoro illegale e del contrabbando. A causa del peggioramento del livello di vita, crollò il tasso di fecondità e si verificò una numerosissima migrazione interna.
All'inizio del XXI secolo si registrò un miglioramento sociale ed economico. Il 4 novembre 2010 Vladivostok fu insignita del titolo di «Città di gloria militare».
Il nuovo sviluppo della città raggiunse un livello importante nel 2012, quando fu ospitata la riunione dell'APEC. Grazie all'evento furono spesi 20 miliardi di dollari per la sostituzione delle vecchie infrastrutture. I progetti più importanti che sono stati realizzati sono la costruzione del ponte «Corno d'oro» e il ponte dell'isola Russkij, un nuovo complesso aereo-ferroviario e dell'Università federale dell'Estremo oriente.

## Monumenti e luoghi d'interesse
- Palazzo delle Poste e Telegrafi di Vladivostok
- Faro Tokarevskij, faro situato all'ingresso dello stretto del Bosforo orientale, una delle principali attrazioni turistiche della città

## Società

### Evoluzione demografica

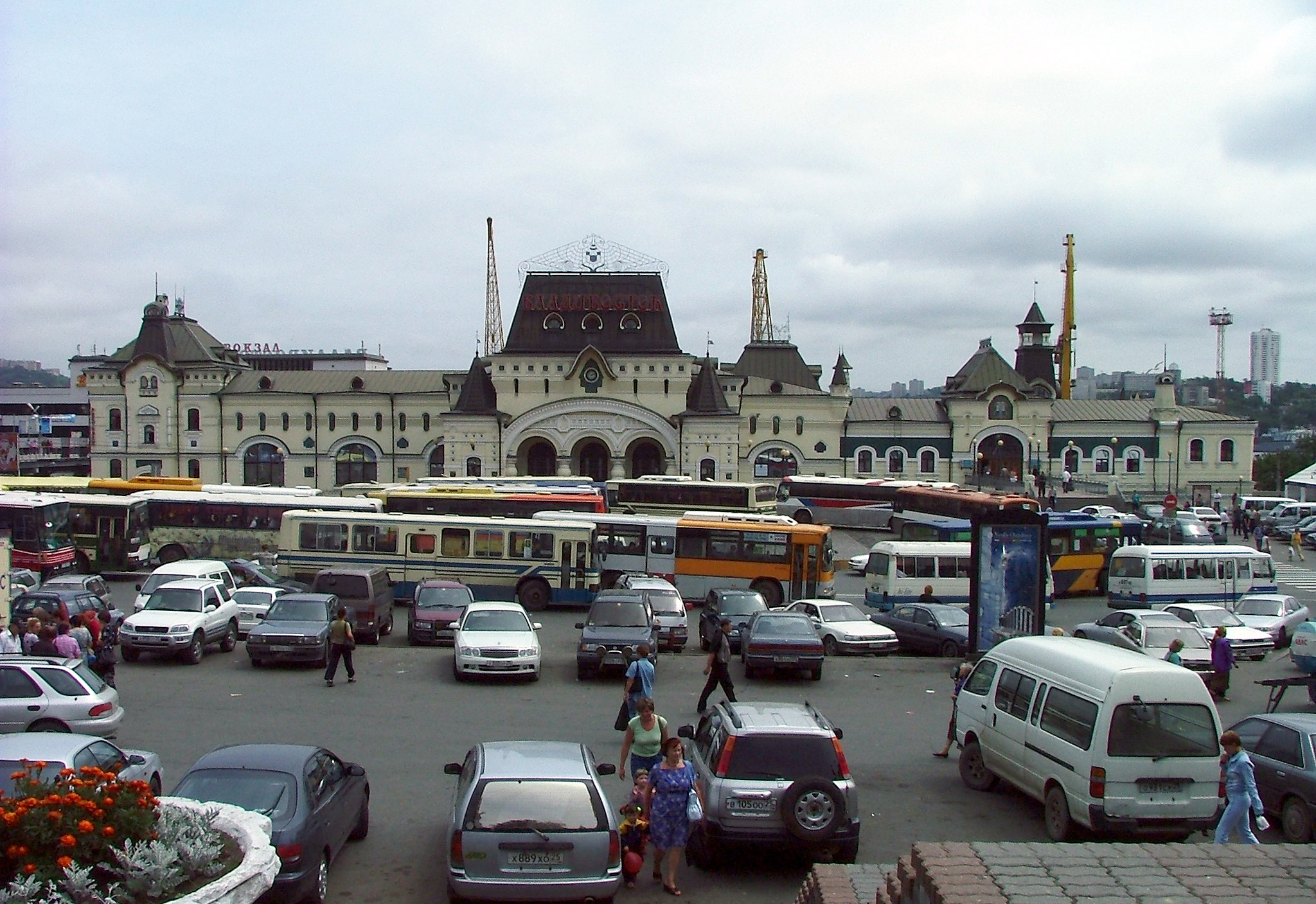
Stazione ferroviaria

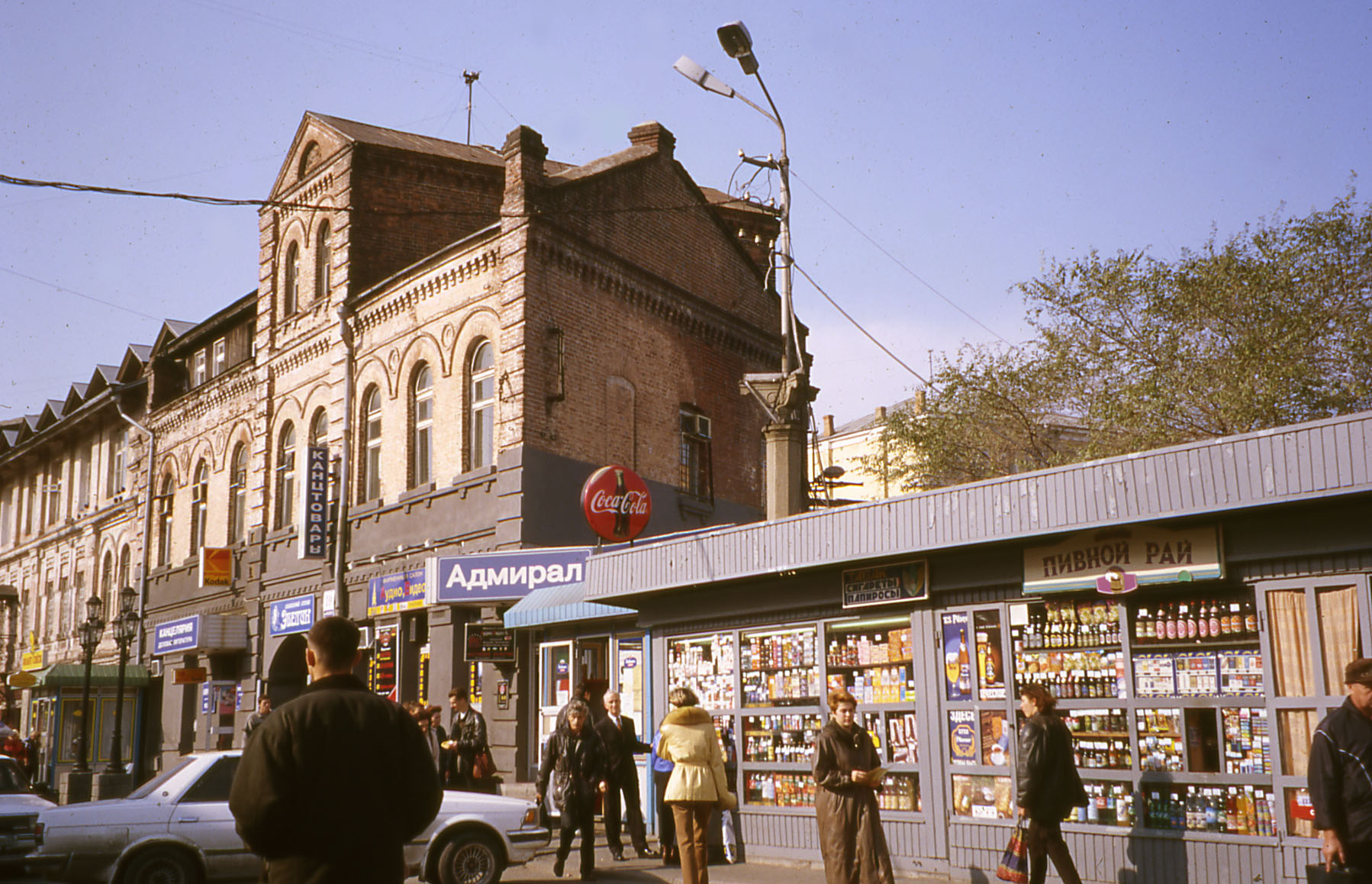
La Via Fokin nel centro di Vladivostok

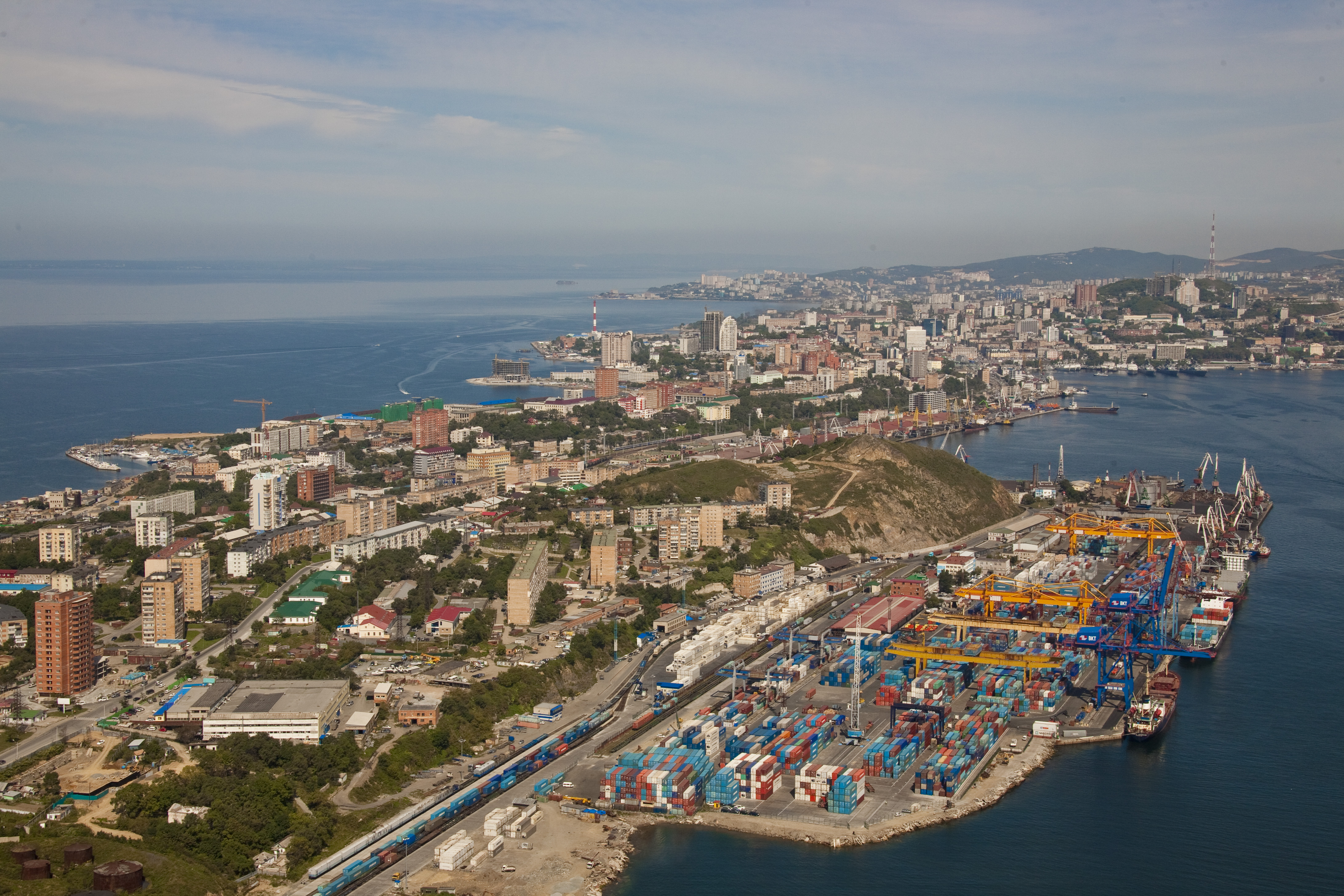
Il porto di Vladivostok

Al 2002, nel corso del censimento, la città contava 594.701 abitanti. Nel 2004 gli abitanti erano 590.330.
Dal 1958 al 1991, in virtù del suo status di città chiusa, era consentito soltanto ai cittadini sovietici di vivere a Vladivostok o di visitarla, ed anch'essi dovevano ottenere un permesso ufficiale per entrare nella città. Prima della chiusura la comunità cinese e quella coreana erano considerevoli.
Vladivostok ha una delle più grandi comunità armene della Russia orientale.
Nella sua storia, l'andamento demografico cittadino è stato il seguente:
- 1897: 28.900
- 1926: 102.500
- 1939: 206.400
- 1959: 291.000
- 1970: 441.000
- 1979: 549.700
- 1992: 648.000
- 2002: 594.701
- 2006: 583.700
- 2012: 625.837
- 2013: 600.378
- 2014: 603.244
- 2015: 604.602
- 2016: 606.653

## Geografia antropica

### Suddivisione geografica
La città si divide amministrativamente in 5 distretti:
1. Leninskij (Ленинский)
2. Pervomajskij (Первомайский)
3. Pervorecenskij (Первореченский)
4. Sovetskij (Советский)
5. Frunzenskij (Фрунзенский)

### Status della città
Formalmente Vladivostok non è ancora il centro amministrativo del territorio del Litorale.. Lo statuto del soggetto federale prevede infatti che la città sia il «centro amministrativo per conseguenze storiche», ma per l'ufficialità politica servirebbe un apposito emendamento. Il 30 marzo 2005 durante una seduta della giunta legislativa del territorio del Litorale fu proposta la legge sancente l'ufficialità della questione amministrativa, ma il Governatore del soggetto federale declinò la proposta.
Nel 1997 fu formulato il progetto «Grande Vladivostok» (Большой Владивосток), progetto che unifica amministrativamente la città e le cittadine e i centri abitati circostanti Vladivostok. Ad oggi è stata unita la città di Artëm, si prevede l'unificazione con Ussurijsk e Nachodka.

### Amministrazione locale
Lo statuto della città ha confermato i seguenti organi di amministrazione locale:
- Duma cittadina
- Sindaco della città
- Amministrazione cittadina
- Ente di controllo

## Economia
Le principali industrie della città sono: navale, cantieristica e del commercio ittico. La pesca occupa i quattro quinti della produzione commerciale della città. Le altre produzioni di cibo ammontano all'11%.
Nel 1995 i valori scambiati nel commercio internazionale di Vladivostok erano 206 milioni di dollari di esportazioni e 519 milioni di dollari di importazioni. I maggiori prodotti di esportazione erano: pesce, prodotti del legno, metalli ferrosi e non ferrosi, navi. Le importazioni maggiori riguardavano cibo, medicine, vestiario, calzature, automobili, elettrodomestici e navi.
Dalla dissoluzione dell'Unione Sovietica nella città hanno aperto molti esercizi commerciali, traendo vantaggio dalla sua posizione geografica.
Nel settembre 2012 ha ospitato il 24º summit dell'Asia-Pacific Economic Cooperation.

## Infrastrutture e trasporti

### Ferrovie
La linea ferroviaria Transiberiana fu costruita per collegare Vladivostok, il primo porto russo nel Pacifico, con la Russia europea. Ultimata nel 1905, la linea unisce Vladivostok a Mosca. Una parte della ferrovia, nota come la Linea cinese orientale, attraversa la Cina e passa attraverso Harbin. In seguito fu realizzata una linea settentrionale, che fu mantenuta nel territorio della Russia.

### Strade
Nel 2012 sono stati costruiti due ponti strallati, il ponte Zolotoj che collega le due sponde dell'omonima baia, la Zolotoy Rog, sulla quale si affaccia la città, l'altro invece collega la penisola Murav'ev-Amurskij con l'isola Russkij. Quest'ultimo ponte, con i suoi 1 104 metri di lunghezza, è il più lungo ponte strallato del mondo.

### Collegamenti aerei
Le tratte aeree congiungono l'aeroporto internazionale di Vladivostok con il Giappone (Narita, Niigata, Toyama, Osaka), la Cina (Pechino, Harbin, Dalian, Mudanjiang), la Corea del Sud (Incheon e Pusan), la Corea del Nord (Pyongyang), la Thailandia (Bangkok) e il Vietnam (Hanoi). È possibile raggiungere Vladivostok con l'aereo da qualsiasi grande città della Russia. Negli anni novanta da Vladivostok erano disponibili voli diretti per Seattle e Anchorage (Stati Uniti), ma poi furono cancellati. La compagnia aerea russa con la base nella città è la Vladivostok Avia.

### Tram
Il 28 giugno 1908 si iniziò a costruire una linea tramviaria attraverso Via Svetlanskaya a partire dalla stazione ferroviaria di Via Lugovaya. Il 9 ottobre 1912 le prime autovetture di legno, fabbricate in Belgio, iniziarono il servizio. Oggi operano a Vladivostok i seguenti trasporti: filobus, autobus, tram, treno, funicolare, traghetto. Le principali linee di traffico urbane sono: centro della città-Vtoraya Rechka, centro-Balyayeva e centro-Lugovaya.

## Sport
Vladivostok è sede dell'FC Luch-Energia Vladivostok, società di calcio della prima divisione russa, dello Spartak-Primorje, società di pallacanestro, e dell'Admiral Vladivostok, squadra di hockey su ghiaccio.

## Amministrazione

### Gemellaggi
Vladivostok è gemellata con:
- Niigata
- Akita
- Hakodate
- Pusan

- Dalian
- San Diego
- San Francisco
- Tacoma

## Galleria d'immagini

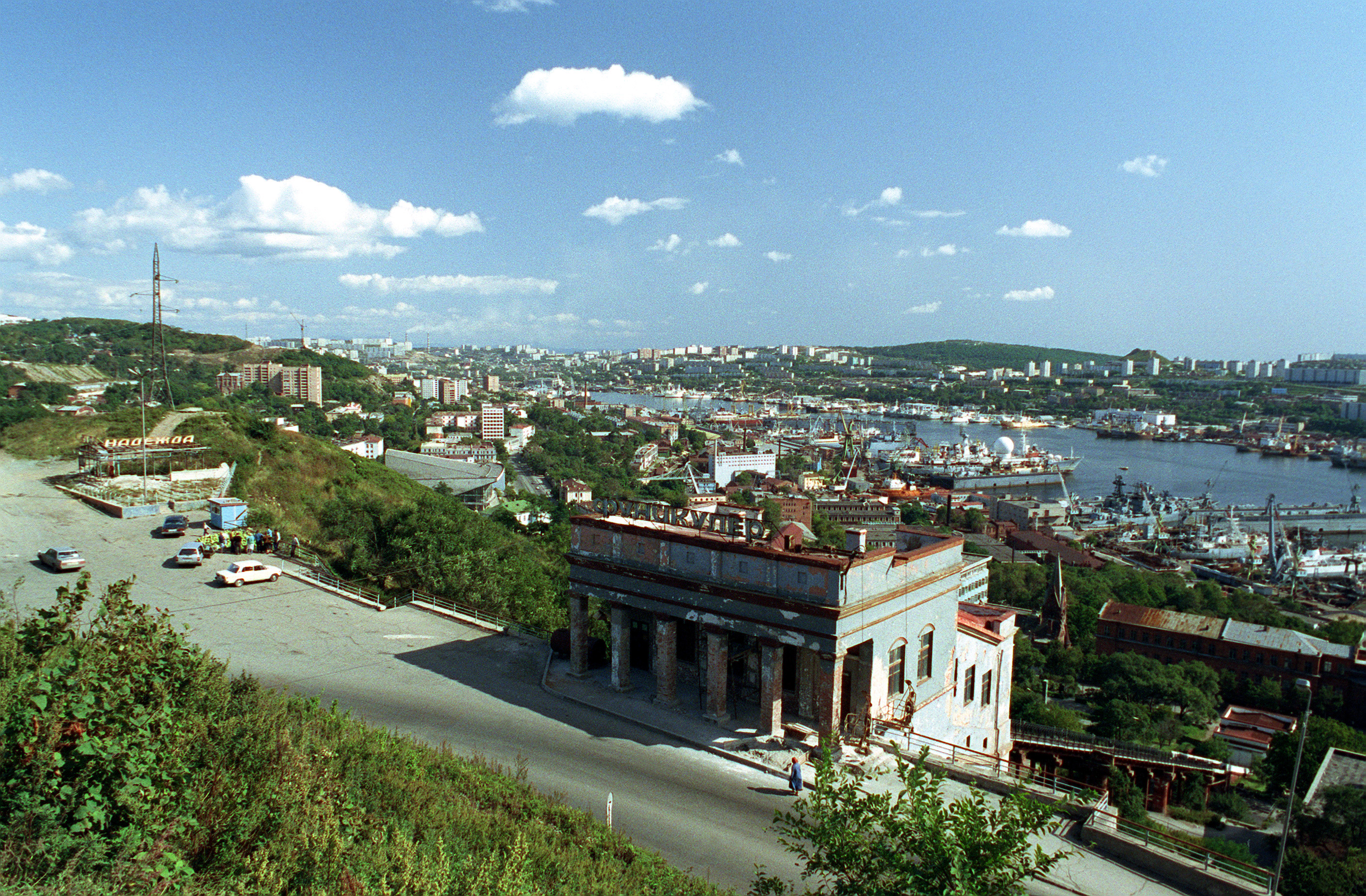
Panorama (1992)
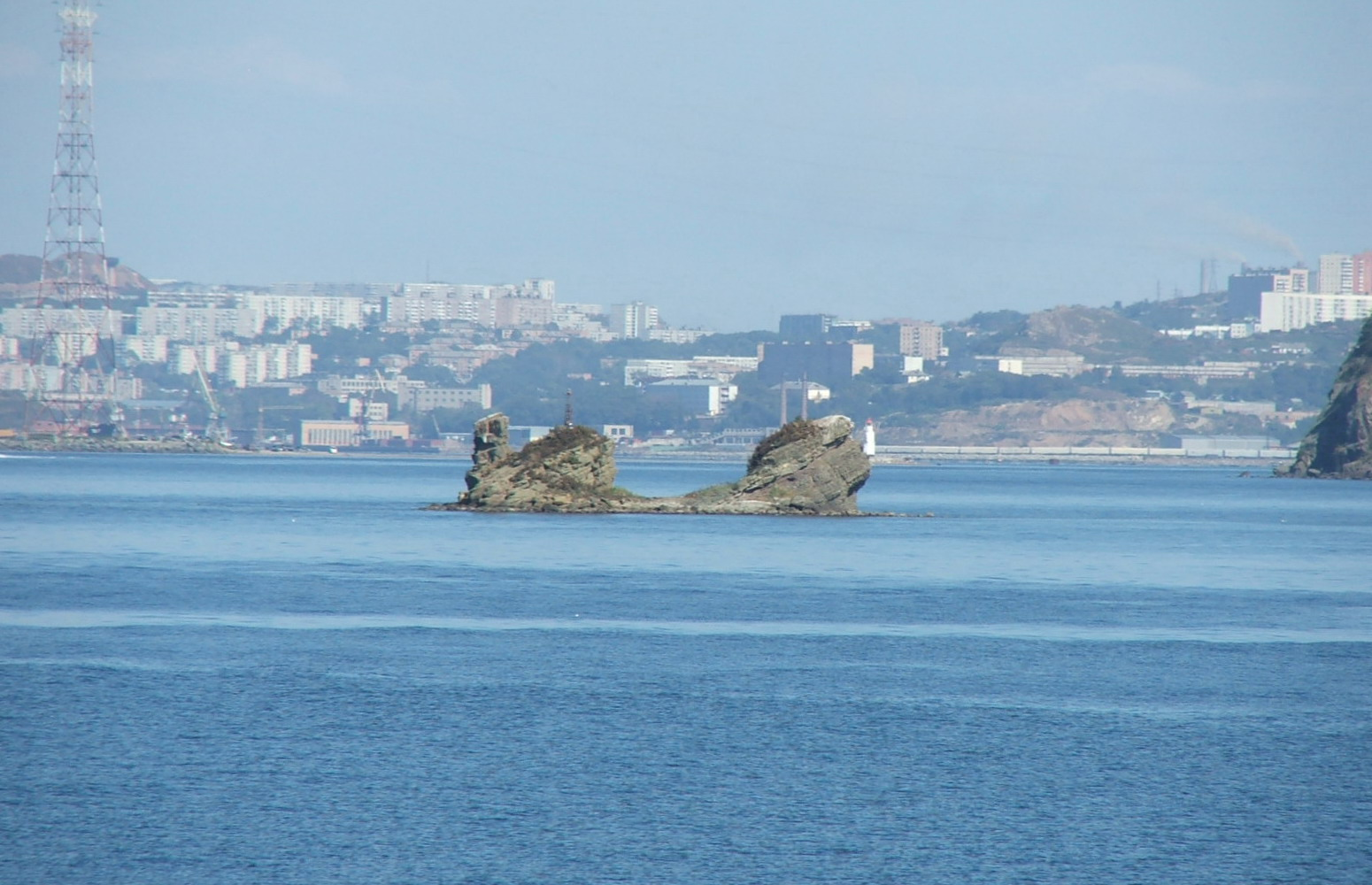
Isole Uši
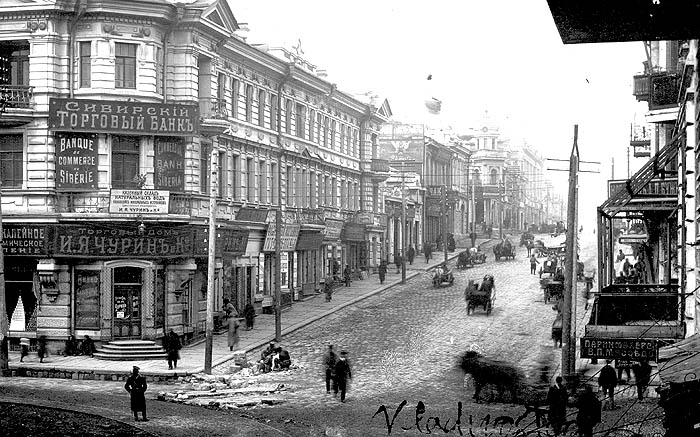
Centro cittadino all'inizio del XX secolo
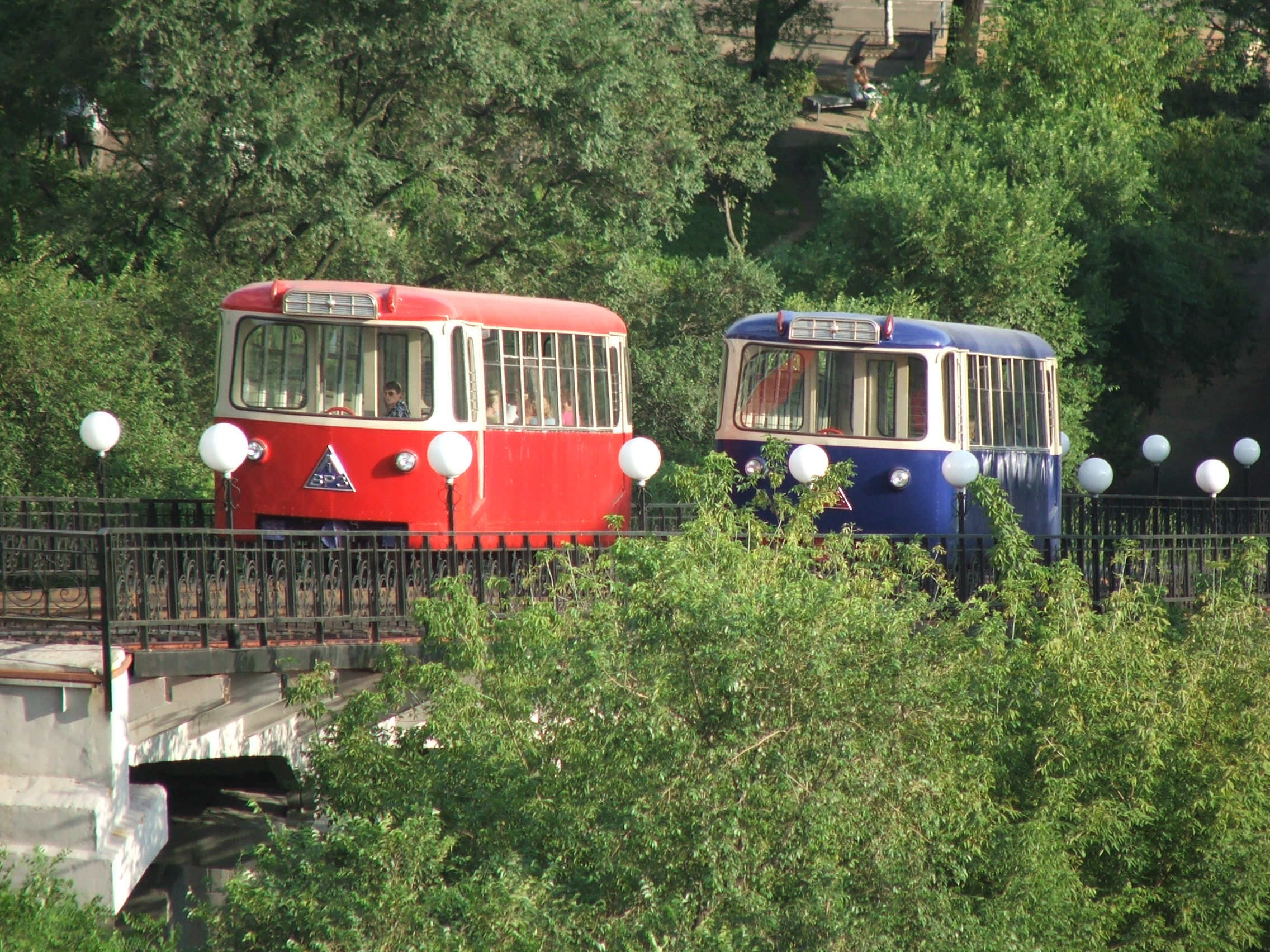
Funicolare Puškinskaja-Sučanova
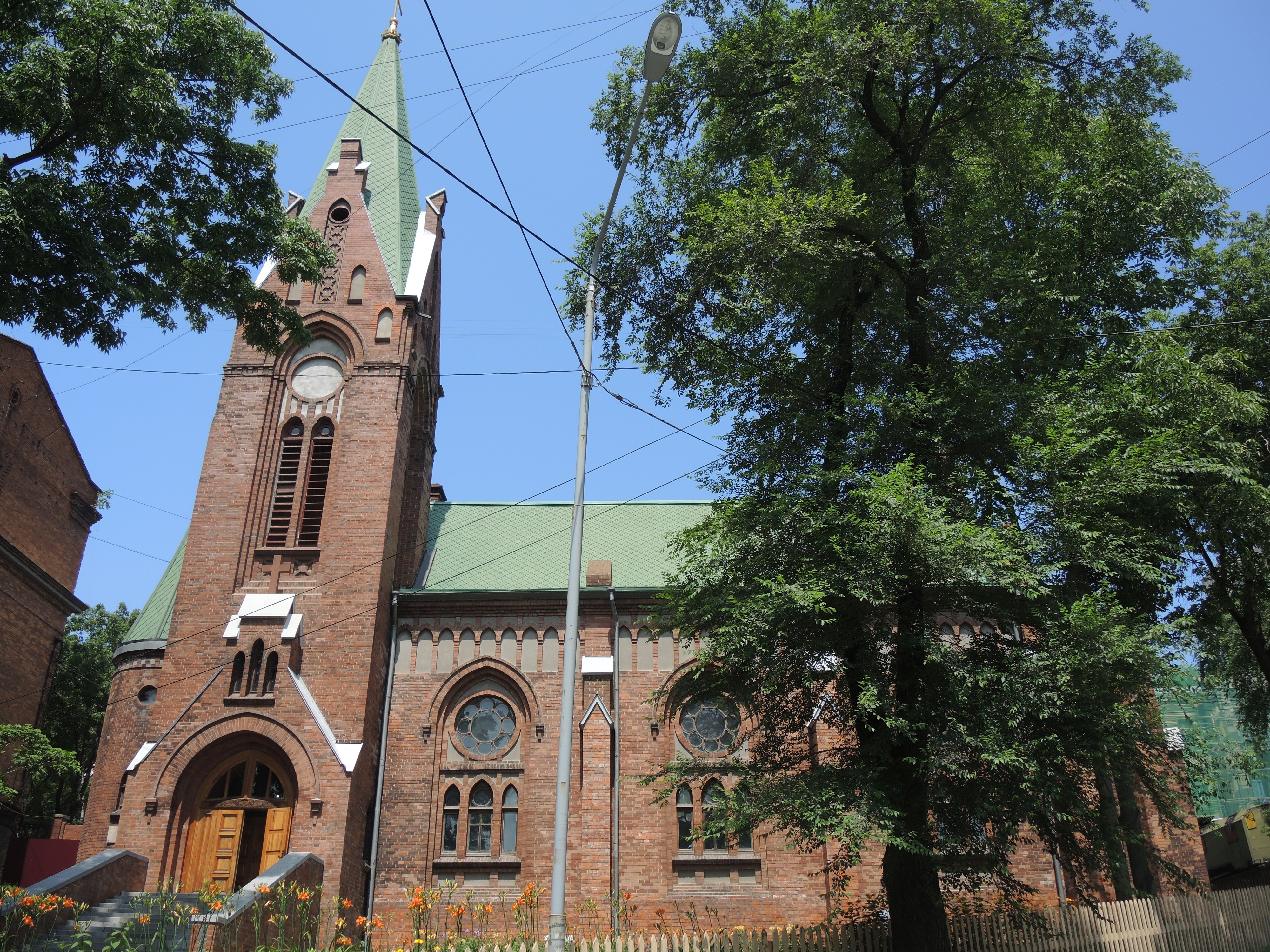
Chiesa luterana di S. Paulo